# Saint-Pierre och Miquelons herrlandslag i ishockey
Saint Pierre och Miquelons herrlandslag i ishockey representerar Saint-Pierre och Miquelon i ishockey på herrsidan.

## Historik
Laget spelade sin första match den 15 maj 2008, då man förlorade med 6-8 mot Frankrike i Saint Pierre och Miquelon.

### Fotnoter
1. ↑  ”National Teams of Ice Hockey”. Arkiverad från originalet den 6 juni 2012. https://web.archive.org/web/20120606103119/http://nationalteamsoficehockey.com/uploads/Saint_Pierre___Miquelon_All_Time_Results.pdf. Läst 29 augusti 2011.